# Cendil
Cendil is een bestuurslaag in het regentschap Belitung Timur van de provincie Bangka-Belitung, Indonesië. Cendil telt 1365 inwoners (volkstelling 2010).